# Toninia mesoidea
Toninia mesoidea är en lavart som först beskrevs av William Nylander och som fick sitt nu gällande namn av Alexander Zahlbruckner. 
Toninia mesoidea ingår i släktet Toninia och familjen Ramalinaceae. Inga underarter finns listade i Catalogue of Life.